# Dolichopus nikolaevae
Dolichopus nikolaevae är en tvåvingeart som först beskrevs av Grichanov 1998.  Dolichopus nikolaevae ingår i släktet Dolichopus och familjen styltflugor.
Artens utbredningsområde är Namibia. Inga underarter finns listade i Catalogue of Life.